# Theristus (P.) flevensis
Theristus (P.) flevensis är en rundmaskart. Theristus (P.) flevensis ingår i släktet Theristus, och familjen Monhysteridae. Arten är reproducerande i Sverige.